# Sân bay Ngũ Kiều Vạn Châu
Sân bay Vạn Huyện là một sân bay ở quận Vạn Châu, thành phố Trùng Khánh, Cộng hòa Nhân dân Trung Hoa.  (IATA: WXN).

## Các hãng hàng không và các điểm đến
- Air China (Quảng Châu)
- Shanghai Airlines (Thượng Hải-Hồng Kiều)
- Sichuan Airlines (Bắc Kinh, Thành Đô, Côn Minh)